# Onthophagus inaequalis
Onthophagus inaequalis là một loài bọ cánh cứng trong họ Bọ hung (Scarabaeidae).